# Magia della parola
Magia della parola è un saggio di Roman Jakobson, a cura di Krjstjna Pomorosk. Fa parte della collana Saggi tascabili Laterza. È stato pubblicato per la prima volta nel 1980 ed è stato tradotto da Michele Sampaolo.

## Temi
Jakobson, in Magia della parola, risponde a una serie di domande di Krjstina Pomoroska inerenti ai suoi studi linguistici.

### I primi studi linguistici
Jakobson racconta il suo primo approccio agli studi linguistici durante gli anni del liceo. Il fulcro dei suoi primi apprendimenti nel campo linguistico è la poesia, in particolar modo il folklore moscovita. In questi anni è stato affiancato dal linguista Trubeckoj. 

La linguistica, la dialettologia e la psicologia sono entrate a far parte degli interessi dell'autore grazie al corso di slavistica, scelto da Jakobson all'università.

La scienza poneva seri dubbi sui tratti intrinseci del folklore individuati da Jakobson: secondo il linguista la poesia popolare non cambiava col mutare della situazione geografica, culturale e sociale.

Durante gli studi di Jakobson con Bogatirëv, approfondisce la tematica della censura folkloristica, ritenendola essenziale affinché il folklore sopravvivesse.

### Scoperte fonologiche
Negli anni successivi, Jakobson esamina il legame tra fonologia e senso, applicandolo alla poesia. In questi studi è influenzato dal pensiero di De Courtenay e dal suo concetto di fonema. Da questa nozione, Jakobson studia i tratti dei fonemi da un punto di vista scientifico, approfondendo i versi della poesia ceca e russa, individuando le prime opposizioni fonologiche:
- quantità e qualità vocalica
- presenza o assenza della sonorità nelle consonanti.

Dopo queste scoperte, Jakobson intuisce l'esistenza di una classificazione consonantica. Scopre, inoltre, che nel sistema linguistico la parte più rilevante non è né quella scritta né quella fonica, bensì quella uditiva. Da questo approfondimento nasce uno dei parametri indispensabili per il riconoscimento di un suono: il punto di articolazione. 

### Il fattore tempo e il fatto spazio negli studi linguistici
Gli spostamenti geografici dovuti ai fatti bellici, hanno permesso a Jakobson di estendere le sue scoperte a tutte le lingue europee e amerindiane. 
Dopo aver indagato su vari tipi di lingue, Jakobson si concentra sull'acquisizione del sistema fonologico del bambino. 

Durante questi anni, si approccia agli studi di Ferdinand De Saussure: è d'accordo sulla scoperta della presenza del tratto nasale; disapprova, invece, la sua teoria del fonema come unità oppositiva, sostenendo che sono i tratti dei fonemi ad essere distintivi. Critica anche l'approccio di De Saussure alla concezione del segno come combinazione arbitraria di suono e senso. Dopo il suo trasferimento in America, Jakobson allarga il concetto di opposizione binaria ai fenomeni fonologici, dedicandosi agli studi portati avanti da De Courtenay e Kruszewsky.

Jakobson studia il ruolo del tempo all'interno della linguistica e della letteratura: approva il superamento della diacronia dei neogrammatici e dell'introduzione della sincronia saussuriana. Nonostante ciò, afferma che i mutamenti nell'ambito linguistico non avvengono solo in diacronia. 

A proposito della letteratura, Jakobson afferma che il verso è un ritorno di regole, mentre la prosa è un continuo sviluppare.

Dopo aver analizzato il tempo, Jakobson si occupa dell'influenza dello spazio nei fenomeni linguistici. Secondo il linguista e Trubeckoj, vi è un'alleanza tra tutte le lingue del mondo. 

### Marcatezza e studi poetici
Successivamente, Jakobson espone la nascita della sua teoria della marcatezza: lo studio nasce dalle varianti e dalle variazioni nel verso. Sposa completamente la tesi di Antoine Meillet, arrivando alla conclusione che il concetto di marcatezza può essere applicato sia alla fonologia che alla grammatica. Jakobson studia il ruolo della grammatica all'interno della poesia, partendo dalla traduzione dei testi poetici in ceco, arrivando alla conclusione che è tanto importante quanto lo è la fonologia. 

Partendo sempre dalla poesia, Jakobson incontra la dicotomia polare metafora – metonimia e riesce a ricollegarla ai principali problemi dell'afasia. 
(Roman Jakobson, da Magia della parola, Krjstjna Pomoroska (a cura di), Bari, Laterza, 1980, p. 125)
Infine, Jakobson espone la sua critica inerente al ruolo della semiotica all'interno della linguistica, partendo dal concetto di semiologia introdotto da De Saussure.

Il saggio termina con la conclusione a cura di Krjstjna Promoroska.

## Critiche
(C. Bermani, Il bambino è servito: leggende metropolitane in Italia, Bari, Edizioni Dedalo, 1991, p. 25, ISBN 978-88-22-04531-7.)